# Niebieskie dni
Niebieskie dni – debiutancki album studyjny zespołu Wawele, nagrany w październiku 1974 roku w studiu nagraniowym Polskich Nagrań w Warszawie. Materiał pierwotnie ukazał się na płycie winylowej, zaś jego reedycja kompaktowa ukazała się w 2000 roku razem z następną płytą, zatytułowaną Daj mi dzień (1976), wspólnym nakładem wydawnictw Polskie Nagrania „Muza” i Yesterday.
Niektóre z piosenek, które opublikowano na longplayu zostały zarejestrowane również w latach 1972–1973 podczas pierwszych sesji nagraniowych zespołu w Programie I i Programie III Polskiego Radia. A były to: Ballada o trzech kotach, Tobie światło przywrócę, Mleczarz, Kup mi księżyc, Kolorowy cyrk, Z nowym światem i tytułowe Niebieskie dni. 
Utwory wówczas nagrane trafiły na Listę Przebojów Młodzieżowego Studia „Rytm”, którą wówczas prowadzili: Andrzej Turski i Witold Pograniczny, a później były grane przez inne rozgłośnie radiowe, zaś zespół Wawele prezentował niektóre z nich w Telewizji Polskiej. 
W 1974 roku Michał Bobrowski, twórca telewizyjnych „Spotkań z Balladą”, zrealizował 32-minutowy film muzyczny pt. Wawele śpiewają. Zarejestrowano 10 piosenek m.in.: Mleczarz, Dobry wieczór jak się masz Krakowie, Polski Fiat.  

## Lista utworów
Strona A
1. „Ballada o trzech kotach” (muz. Jan Wojdak – sł. Ewa Lipska) – 02:36
2. „Niebieskie dni” (muz. Jan Wojdak – sł. Ewa Lipska) – 03:08
3. „Która to godzina” (muz. Jan Wojdak – sł. Elżbieta Zechenter-Spławińska) – 03:04
4. „Za różami za słowami” (muz. Jan Wojdak – sł. Ewa Lipska) – 02:45
5. „Z nowym światem” (muz. Jan Wojdak – sł. Beata Szymańska) – 03:45
6. „Kolorowy cyrk” (muz. Jan Wojdak – sł. Ewa Lipska) – 02:55

Strona B
1. „Mleczarz” (muz. Jan Wojdak – sł. Tadeusz Śliwiak) – 03:45
2. „Żółte plaże” (muz. Jan Wojdak – sł. Ewa Lipska) – 02:40
3. „Abonament na szczęście” (muz. Jan Wojdak – sł. Tadeusz Śliwiak) – 03:10
4. „Tobie światło przywrócę” (muz. Jan Wojdak – sł. Ewa Lipska) – 03:05
5. „Bal na niebie” (muz. Jerzy Fasiński – sł. Ewa Lipska) – 03:17
6. „Kup mi księżyc” (muz. Jan Wojdak – sł. Tadeusz Śliwiak) – 02:55

## Skład zespołu
- Jan Wojdak – kierownik muzyczny; śpiew, gitara, bandżo
- Marek Kulisiewicz – wokal wspierający, tamburyno
- Kazimierz Skowron – skrzypce, altówka, wokal wspierający
- Adam Moszumański – fortepian, wiolonczela, gitara basowa
- Jerzy Fasiński – perkusja, instrumenty perkusyjne
- Marek Oleś – kierownik zespołu
- Ewa Lipska – kierownik literacki

## Muzycy doangażowani
- Anna Burżyńska-Bandosz – skrzypce
- Bogumiła Moszczyńska – skrzypce
- Jan Leszczyński – skrzypce
- Krzysztof Gawlik – skrzypce
- Wacław Kozłowski – skrzypce

## Personel techniczny
- Zofia Gajewska – reżyser nagrania
- Jacek Złotkowski – operator dźwięku

## Opracowanie
- Janusz Podlecki – foto
- Janusz Bruchnalski – projekt graficzny
- Andrzej Jaroszewski – notka
- Bogusław Rostworowski – wersja anglojęzyczna notki